# Араджамух
Араджамух — нове село у Гадрутському районі Нагірно-Карабаської Республіки.
Село Араджамух було засновано за ініціативою «Фонду Туфенкян». 18 будинків у селі вже заселені. Частина новоселів — біженці з Азербайджану, деякі сім'ї переїхали сюди з Вірменії, є переселенці з інших районів Карабаху, будинки яких були зруйновані під час війни.